# Monitor Wielkopolski
Monitor Wielkopolski – czasopismo (miesięcznik) samorządu województwa wielkopolskiego wydawany przez Urząd Marszałkowski tego województwa.
Pierwszy numer czasopisma ukazał się w marcu 2001. Początkowo skierowane było ono do samorządów i ludzi z nimi związanych, a we wrześniu 2003 uchwalono, że odbiorcą będą mieszkańcy Wielkopolski. Stanowisko pierwszego redaktora naczelnego piastowała Bernadeta Ignasiak. W latach 2003–2006 zastępował ją Jacek Bartkowiak. W 2003 i od 2006 do 2007 obowiązki redaktora naczelnego pełnił Ryszard Jałoszyński, a od 2007 jest nim Artur Boiński.
W początkowym okresie czasopismo miało 32 strony małego formatu, bardzo dobry papier i kilkutysięczny nakład. Od kwietnia 2004 (nr 35) zaczęło się ukazywać na papierze gazetowym w formacie dziennika. Nastąpiła wówczas zmiana layoutu (kolejne miały miejsce w latach 2007 i 2020). Od 2005 istnieje wersja internetowa. W 2021 nakład wynosił 180.000 egzemplarzy. Jego większość rozprowadzana jest wraz z wyłanianymi w przetargu gazetami dystrybuowanymi na terenie województwa wielkopolskiego. Na początku były to na przemian Głos Wielkopolski, Gazeta Poznańska i Gazeta Wyborcza. W 2021 jest to dwadzieścia tytułów:

- Głos Wielkopolski,
- Gazeta Wyborcza,
- ABC Leszno,
- Czas Ostrzeszowski,
- Dzień Nowotomysko-Grodziski,
- Dzień Wolsztyński,
- Echo Turku,
- Gazeta Jarocińska,
- Gazeta Kościańska,
- Gazeta Słupecka,
- Przegląd Kolski,
- Przegląd Koniński,
- Rzecz Krotoszyńska,
- Tydzień Międzychodzko-Sierakowski,
- Tydzień Ziemi Śremskiej,
- Tygodnik Nowy,
- Wiadomości Wrzesińskie,
- Życie Gostynia,
- Życie Kalisza,
- Życie Rawicza[1].

Wśród osób publikujących na łamach czasopisma byli m.in.: Stanisław Gądecki, Henryk Muszyński, Wojciech Polak, Aleksander Kwaśniewski, Bronisław Komorowski, Hanna Kóčka-Krenz, Anna Wolff-Powęska, Lech Trzeciakowski i Marek Ziółkowski. Wywiady przeprowadzono z takimi osobami, jak np. José Manuel Barroso, Karl-Heinz Lambertz, Danuta Hübner, Elżbieta Bieńkowska, Paweł Samecki, Jan A.P. Kaczmarek i Maciej Żurawski.
Czasopismo otrzymało wyróżnienie w organizowanym przez Dziennik Gazetę Prawną ogólnopolskim konkursie Medialna Perła Samorządu.